# 유럽 고속도로 502호선
유럽 고속도로 502호선(European route E502)은 프랑스의 르망과 투르를 이어주는 총 연장 98km의 거리를 가진 B-클래스급의 유럽 고속도로 노선망이다. 해당 도로는 유럽 고속도로 501호선과 마찬가지로 전선 프랑스만 관통한다.

## 주요 경유지
- 프랑스
  - 르망 : 유럽 고속도로 50호선, 유럽 고속도로 402호선, 유럽 고속도로 501호선
  - 투르 : 유럽 고속도로 05호선, 유럽 고속도로 60호선, 유럽 고속도로 504호선